# 유상계약
유상계약(有償契約)은 계약의 당사자가 상호간에 대가적(對價的) 의의를 갖는 출연(出捐：경제적 손실)을 하는 계약을 말한다. 유상행위 중 계약인 것을 말한다고도 할 수 있다. 유상계약이 아닌 계약을 무상계약이라 한다.

## 유상계약, 무상계약의 종류
모든 편무계약이 무상계약인 것은 아니다. 이자부(利子附) 소비대차계약은 편무계약에 속하면서도 유상계약에 속한다. 대주(貸主)는 목적물을 차주(借主)에게 교부하여 소비시키는 출연(出捐)을 할 뿐 아무런 채무를 부담하지 않으며, 차주는 원본(元本)의 이자지급의 채무를 부담할 뿐이므로 편무계약에 속하나 대주의 출연과 차주의 이자 지급채무는 대가적인 관계에 있으므로 유상계약이다. 이 이외의 전형적 편무계약은 전부가 무상계약이다. 매매는 대표적인 유상계약이며, 대한민국 민법의 경우, 매매에 관한 규정이 다른 유상계약(예；교환·임대차·이자부 소비대차 등)에도 그 계약유형(契約類型)의 성질에 반하지 않는 한 준용된다(대한민국 민법 제567조). 매매에서, 매도인의 하자담보책임에 관한 규정은 그 계약의 성질이 이를 허용하지 아니하는 것이 아닌 한 다른 유상계약에도 준용된다.(→매도인의 담보책임) "환금(換金)"은 금전의 소유권을 상호간에 이전시키는 것이므로 법률적으로는 매매도 아니며 교환도 아니지만 어떻든지 일조의 유상계약이므로 매매의 규정이 준용된다.
이자 지급 약정이 없는 소비대차는 무상계약이다.
위임·임치 등은 유상·무상에 의해서 쌍무계약·편무계약이 된다.
대한민국 민법 제567조 (유상계약에의 준용)

본절의 규정은 매매이외의 유상계약에 준용한다. 그러나 그 계약의 성질이 이를 허용하지 아니하는 때에는 그러하지 아니하다.

## 담보책임
매도인의 담보책임은 매매에 의하여 이전된 권리나 권리의 객체인 물건에 불완전한 점(하자, 瑕疵)이 있는 경우에 매도인이 부담하는 일정한 책임을 말한다. 이 규정은 유상계약에 준용한다.(대한민국 민법 제567조)

## 같이 보기
- 위약벌